# تلسکوپ خورشیدی اروپا
تلسکوپ خورشیدی اروپا (انگلیسی: European Solar Telescope) (EST) یک پروژه پان‌اروپایی برای ساخت نسل بعدی تلسکوپ خورشیدی کلاس ۴ متری است که در رصدخانه صخرهٔ بچه‌ها در جزایر قناری، اسپانیا قرار دارد. این دستگاه از ابزارهای پیشرفته با وضوح مکانی و زمانی بالا استفاده می‌کند که می‌تواند به‌طور مؤثر اطلاعات طیفی دوبعدی را به منظور مطالعهٔ جفت مغناطیسی خورشید بین فوتوسفر (نورسپهر) عمیق و کروموسفر (فام‌سپهر) بالایی آن تولید کند. این امر مستلزم تشخیص ویژگی‌های حرارتی، دینامیکی و مغناطیسی پلاسما در بسیاری از ارتفاعات مقیاس، با استفاده از تصویربرداری با طول موج چندگانه، طیف‌شناسی و طیف قطبش‌سنجی است.
طراحی EST به شدت بر استفاده از تعداد زیادی ابزار مرئی و نزدیک به فروسرخ به‌طور همزمان تأکید می‌کند و در نتیجه کارایی فوتون و قابلیت‌های تشخیصی را نسبت به دیگر تلسکوپ‌های خورشیدی موجود یا پیشنهادی زمینی یا فضایی بهبود می‌بخشد. در می ۲۰۱۱ این تلسکوپ در پایان بررسی طراحی مفهومی خود بود.
EST توسط انجمن اروپایی تلسکوپ‌های خورشیدی (EAST) که برای اطمینان از تداوم فیزیک خورشیدی در جامعه اروپایی راه‌اندازی شده است، در حال توسعه است. هدف اصلی آن توسعه، ساخت و راه‌اندازی EST است. تلسکوپ خورشیدی اروپا اغلب به عنوان همتای تلسکوپ خورشیدی آمریکایی تلسکوپ خورشیدی دانیل ک اینوی در نظر گرفته می‌شود که ساخت آن در نوامبر ۲۰۲۱ به پایان رسید.

## مطالعهٔ طراحی مفهومی
مطالعه طراحی مفهومی این پروژه که توسط مؤسسات تحقیقاتی و شرکت‌های صنعتی انجام شد، در مه ۲۰۱۱ نهایی شد. این مطالعه ۳ سال طول کشید، ۷ میلیون یورو هزینه داشت و توسط کمیسیون اروپا تحت برنامه چارچوب هفتم اتحادیه اروپا برای تحقیقات (FP7) تأمین مالی شد.